# Ibaizabal
L'Ibaizabal (Ibaizábal en espagnol, parfois écrit aussi sans l'accent) est une rivière située en Espagne dans la province de Biscaye, au Pays Basque.
Elle s'unit au Nervion pour former la ria de Bilbao, aussi appelée Ría de Nervión ou Ría de Ibaizábal, qui se jette dans le golfe de Gascogne ou mer Cantabrique.

## Étymologie
Ibaizabal signifie « large rivière » en basque, de ibai (rivière) et zabal (large).

## Parcours
Elle naît à la frontière de Biscaye et de l'Alava et le Guipuscoa, près d'Elorrio, de plusieurs cours des montagnes Anboto et Udalaitz, dans la région cantabrique. On l'appelle généralement Ibaizabal à partir de l'union du Zumelegi et de l'Arrazola, qui se joignent dans la vallée d'Atxondo.
Elle court en direction nord-ouest par la vallée appelée "de l'Ibaizabal" et traverse le Durangaldea. Elle conflue à Basauri avec le Nervion, une rivière de débit et longueur semblables ; le cours d'eau formé par leur réunion continue en direction du nord-ouest. À la hauteur de Bilbao, il forme la ria de Bilbao (aussi appelée Ría de Nervión ou Ría de Ibaizábal), pour se jeter dans la mer Cantabrique.
Dans tout son parcours, à l'exception de leur partie supérieure, leurs rives sont hautement urbanisées et industrialisées, principalement avec des industries métallurgiques et chimiques (Pâte à papier) ce qui détériore la qualité des eaux et altère les écosystèmes propres de ses rives encaissées dans beaucoup de tronçons de son lit. Les réformes de l'assainissement ont grandement amélioré la clarté de leurs eaux.
Bassin
- 620 km2 de bassin de l'Ibaizabal jusqu'à la confluence avec le Nervion.
- 1 900 km2 de bassin conjoint du Nervion, de l'Ibaizabal et de son union.

## Affluents

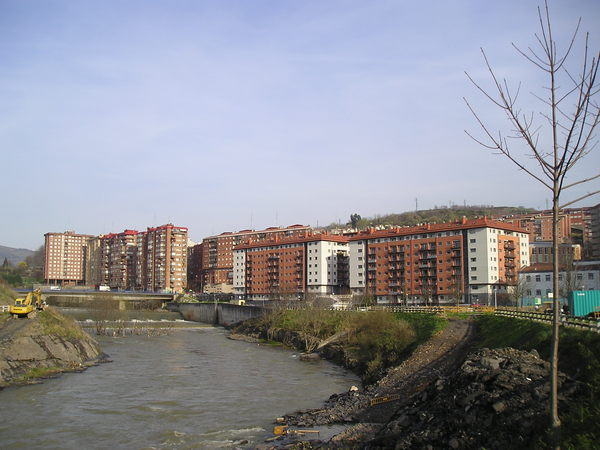
Passage à Arrigorriaga

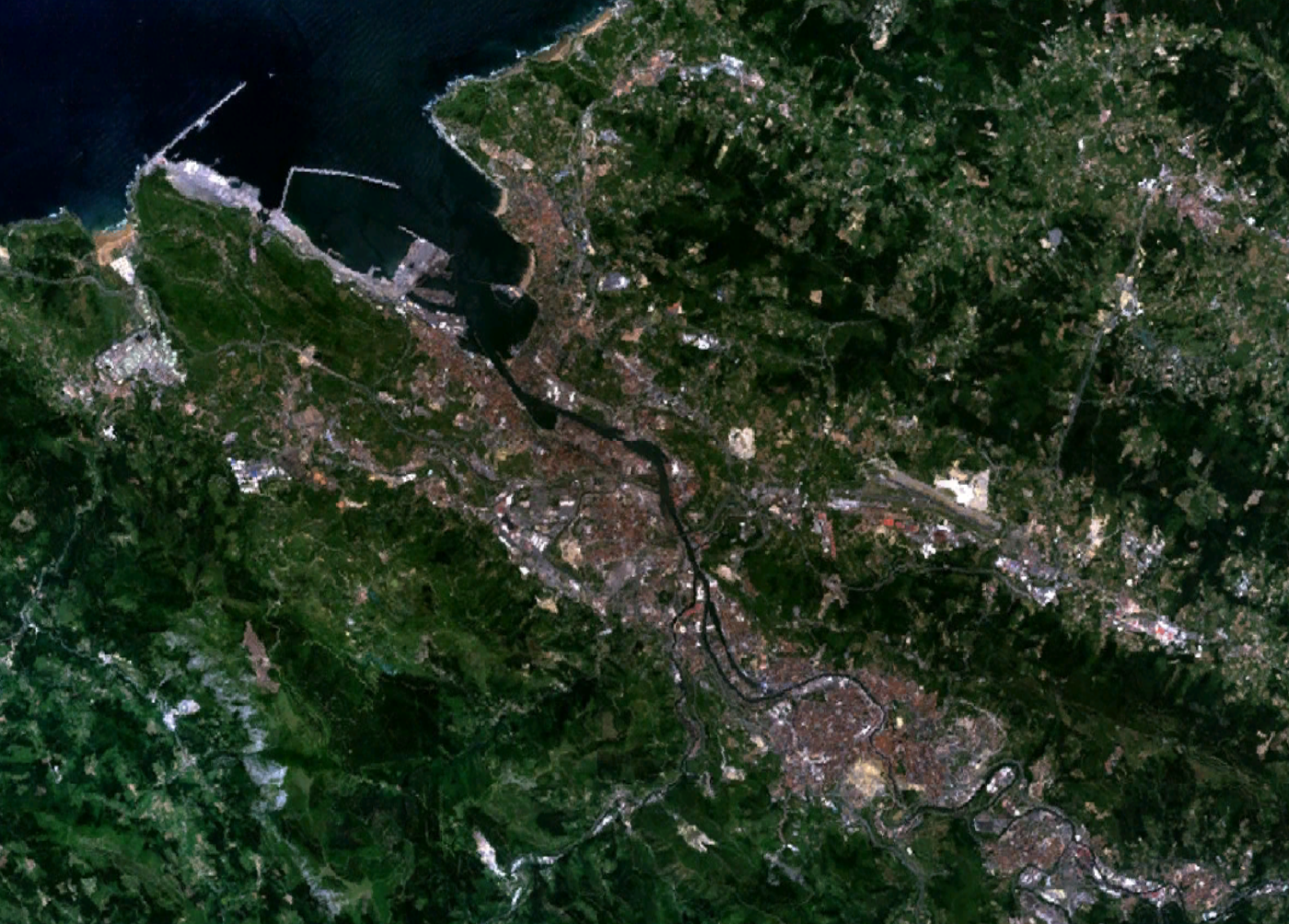
Confluence, ria et embouchure du Nervion et Ibaizabal

La rivière Ibaizabal est fréquemment considérée comme le principal affluent du Nervion (par la droite). D'autres auteurs considèrent que l'Ibaizabal est la rivière principale, et qu'il reçoit son principal affluent, le Nervion, par la gauche. Officiellement l'unité hydrographique a le nom d'Ibaizabal, le Nervion étant un affluent de cette rivière.[réf. nécessaire]
Les affluents de l'Ibaizabal (avant de s'unir au Nervion) sont :
- Zumelegi (considéré parfois comme la rivière principale).
- Arrazola.
- courant Mendiola en Abadiano.
- rivière Zaldúa.
- rivière Mañaria.
- ruisseau  d'Oiz en Iurreta.
- ruisseau  d'Orozketa.
- ruisseau  de Bernagoitia.
- ruisseau  d'Orobio.
- ruisseau  d'Euba.
- ruisseau  de Larrabide.
- ruisseau  d'Artzagana.
- ruisseau  de Larrea.
- rivière Arratia, après avoir reçu les sous-affluents :
  - ruisseau  d'Alzusta.
  - ruisseau  d'Ibarguen.
  - ruisseau  d'Uribe.
  - ruisseau  d'Arteaga.
  - rivière de Dima.
  - ruisseau  d'Iurrebaso.
- ruisseau  de Bedia.
- rivière Larrabetzu.

Les affluents de la Ria de Bilbao adoptent aussi la forme de petites rias en se jetant et sont :
- ruisseau de Buya.
- Rivière Kadagua, qui reçoit les sous-affluents :
  - ruisseau  d'Otxaran.
  - Rivière Artxola.
  - ruisseau  de Ganekogorta.
- Rivière Asua, qui reçoit les sous-affluents :
  - ruisseau  de Derio.
  - ruisseau de Loiu.
- Rivière Galindo, qui reçoit les sous-affluents :
  - Mare.
  - Nocedal.
- Rivière Gobela, qui reçoit les sous-affluents :
  - Eguzkiza.
  - Udondo.